# Vochysia obscura
Vochysia obscura är en tvåhjärtbladig växtart som beskrevs av Johannes Eugen ius Bülow Warming. Vochysia obscura ingår i släktet Vochysia och familjen Vochysiaceae. Utöver nominatformen finns också underarten V. o. julianii.